# Diocèse de Vabres
Le diocèse de Vabres (en latin : Dioecesis Vabrensis) est un ancien diocèse de l'Église catholique en France dont le territoire s'étendait sur la partie méridionale de l'actuel département de l'Aveyron, au sud du Tarn.

## Histoire
Le diocèse est érigé en 1317 par le pape Jean XXII, en le détachant du diocèse de Rodez, jugé trop vaste. Le supérieur de l'abbaye bénédictine de Vabres (établie en 862) devint le premier évêque.
Le siège épiscopal en était situé à Vabres-l'Abbaye ; il comprenait le territoire de 128 paroisses du Sud-Aveyron actuel, incluant les Causses.
Pendant les guerres de Religion, Vabres fut prise d'assaut par l'armée protestante menée par Jacques de Crussol d'Uzès en 1568 :  les assaillants détruisirent la cathédrale, le palais épiscopal et la cité.
Le diocèse fut supprimé dès le début de la Révolution et intégré au diocèse de Rodez, correspondant au département de l'Aveyron. L'évêque de Rodez prit les titres d'évêque de Rodez et Vabres. Entre 1801 et 1817, cet évêché fut réuni à celui de Cahors.
Il subsiste l'ancienne cathédrale Saint-Sauveur-et-Saint-Pierre datant du XVIIIe siècle.